# 팔푼 부부
팔푼 부부는 한국에서 제작된 심우섭 감독의 1969년 영화이다. 구봉서 등이 주연으로 출연하였고 우기동 등이 제작에 참여하였다.

## 출연

### 주연
- 구봉서
- 방성자
- 서영춘

## 제작진
- 조명: 강용신
- 미술: 송백규